# Keshem (Fluss)
Der Keshem ist ein linker Nebenfluss der Koktscha in der Provinz Badachschan im Nordosten von Afghanistan.
Der Keshem entspringt in einem vergletscherten Gebirgsmassiv des Hindukusch – etwa 45 km nordwestlich des Kuh-e Bandaka. Er fließt anfangs in westnordwestlicher, später in nordnordwestlicher Richtung durch das Bergland, bevor er linksseitig in die Koktscha mündet. Die letzten 20 km durchfließt der Keshem ein breites Tal. Dort befindet sich Keshem, das Verwaltungszentrum des Distrikts Keshem, am rechten Flussufer.
Der Keshem besitzt eine Länge von 90 km. Er entwässert ein Areal von etwa 2150 km².

## Hydrometrie
Mittlerer monatlicher Abfluss des Keshem (in m³/s) am Pegel Keshem
gemessen von 1969–1978